# سن-آنیسه، کبک
سن-آنیسه (به فرانسوی: Saint-Anicet) شهری در منطقه شهری لو او-سن-لوران ناحیه مونترژی در استان کبک کانادا است. در سرشماری سال ۲۰۱۱ این شهر ۲٬۷۳۶ نفر جمعیت داشته‌است و مساحت آن ۱۳۶٫۲۵ کیلومتر مربع است.